# Clypeodrepanus strigatus
Clypeodrepanus strigatus là một loài bọ cánh cứng trong họ Bọ hung (Scarabaeidae).